# Centro de Investigaciones Interdisciplinares de Alcalá
El Centro de Investigaciones Interdisciplinares de Alcalá (Ci2A) se dedica a innovador en neurociencias y ciencias químicas, para transformar los descubrimientos científicos en soluciones concretas que mejoren la calidad de vida y promuevan el crecimiento económico. Es un organismo oficial público dependiente del Consejo Superior de Investigaciones Científicas (CSIC). Su sede en Alcalá de Henares se inauguró el 20 de enero de 2021, en el Campus Científico-Tecnológico de la Universidad de Alcalá.

## Historia

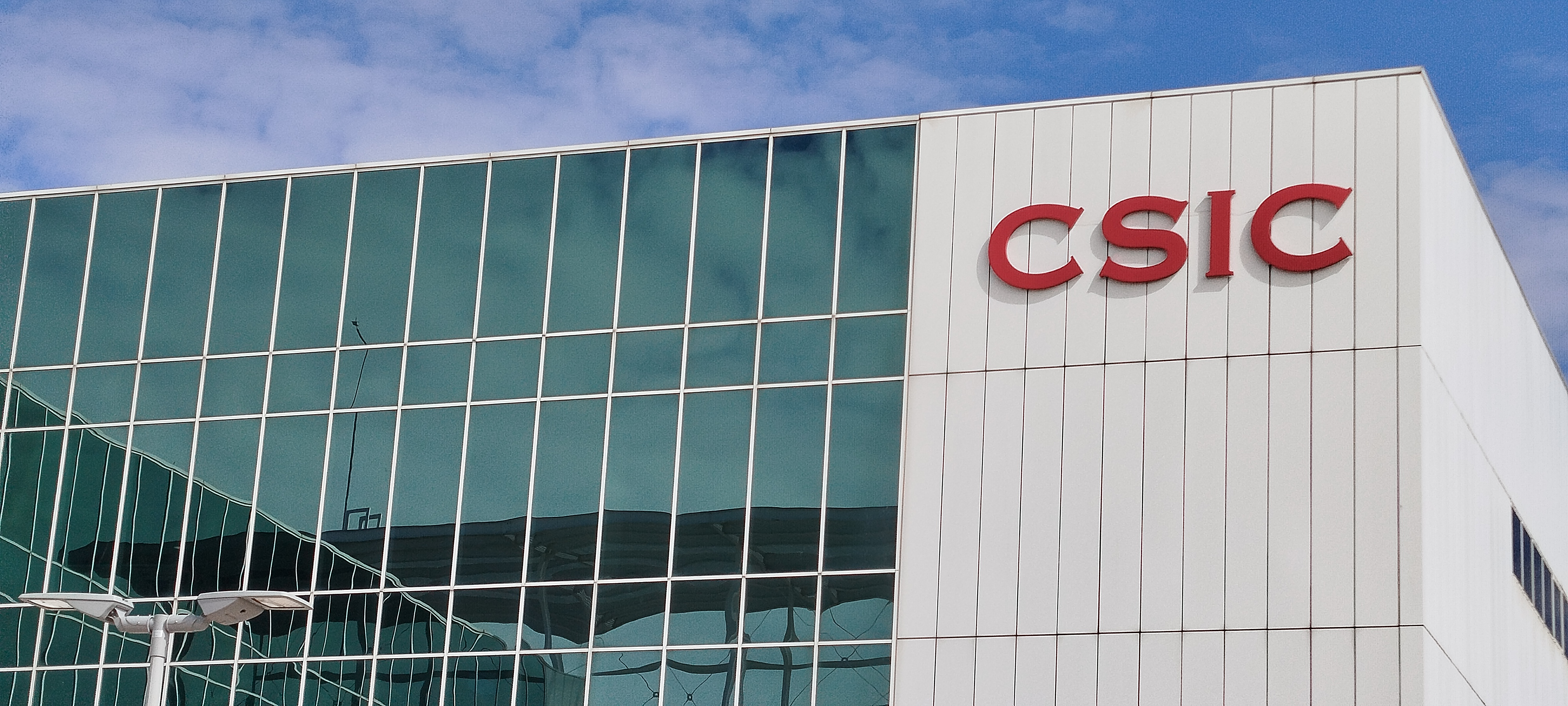
Logotipo del Consejo Superior de Investigaciones Científicas en el edificio del Ci2A

El primer proyecto se inició en 2007, tras el acuerdo firmado por el Consejo Superior de Investigaciones Científicas, la Comunidad de Madrid y la Universidad de Alcalá, para la creación del "Instituto de Medicina Molecular Príncipe de Asturias (IMMPA)". El edificio se construyó entre 2008 y 2010, pero no llegó a tener actividad científica.
Permaneció clausurado por falta de recursos y personal hasta 2021, cuando se inició un nuevo proyecto, el "Centro de Investigaciones Interdisciplinares de Alcalá (Ci2A)" también a cargo del CSIC. El Ci2A es un centro público de investigación inaugurado el 20 de enero de 2021, cuya primera directora es Rosario Moratalla Villalba. Su misión principal es brindar servicios científicos avanzados en los campos de las neurociencias y las ciencias químicas con un enfoque interdisciplinar y orientado a la salud. Fomenta la innovación y el desarrollo tecnológico y empresarial, al facilitar la transferencia de conocimiento científico. El Ci2A está integrado por el Centro de Neurociencias Cajal (antiguo Instituto Cajal), el Instituto de Química Orgánica General (IQOG) y el Instituto de Química Médica (IQM), también ofrece servicios a los investigadores científicos de la Universidad de Alcalá (UAH). Durante cuatro años se realizaron actividades de adecuación y equipamiento de las instalaciones, así como de planificación, coordinación y gestión del traslado e instalación de los citados institutos al Ci2A. Finalmente, el 17 de febrero de 2025 fue inaugurado oficialmente por Diana Morant, ministra de Ciencia, Innovación y Universidades, por Eloísa del Pino, presidenta del CSIC, y por Rosario Moratalla, directora del Instituto Cajal; comenzando las actividades científicas e incorporando unos 700 investigadores.

## Características
El Centro de Investigaciones Interdisciplinares de Alcalá (Ci2A) impulsa un proyecto estratégico del CSIC con dos objetivos principales: desarrollar una visión a largo plazo para afrontar retos identificados en el "Documento de Desafíos Científicos CSIC 2030" y fortalecer líneas de investigación en salud mental, envejecimiento y enfermedades neurodegenerativas, además de explorar soluciones en química avanzada para problemas de salud y medio ambiente.
El Ci2A es una plataforma de servicios científico-técnicos equipados con tecnología de última generación, única en España, que dispone de: animalario, conducta y cirugía, histología y microscopía electrónica, análisis de imagen avanzada; imagen celular funcional, imagen molecular cerebral PET-CT, cultivos celulares, biología molecular, tecnologías ómicas, bioinformática e inteligencia artificial, citometría de flujo y separación celular.
Las instalaciones están abiertas no sólo para los investigadores del CSIC en Alcalá de Henares o en otros centros, sino también para universidades, organismos públicos y empresas privadas, fomentando tanto la investigación básica como la aplicada.
Ha establecido colaboraciones nacionales e internacionales con prestigiosas instituciones como el CNIC (España), la Fundación Champalimaud (Portugal), el INSERM (Francia), el Instituto Max Planck (Alemania) o el Instituto Karolinska (Suecia), favoreciendo el intercambio de profesionales y estudiantes.
Ante los retos tecnológicos de la investigación biomédica, el Ci2A se ha integrado en la alianza Core Technologies for Life Sciences (CTLS), una organización global que promueve redes, nuevas tecnologías y buenas prácticas en investigación interdisciplinar.

## Edificio

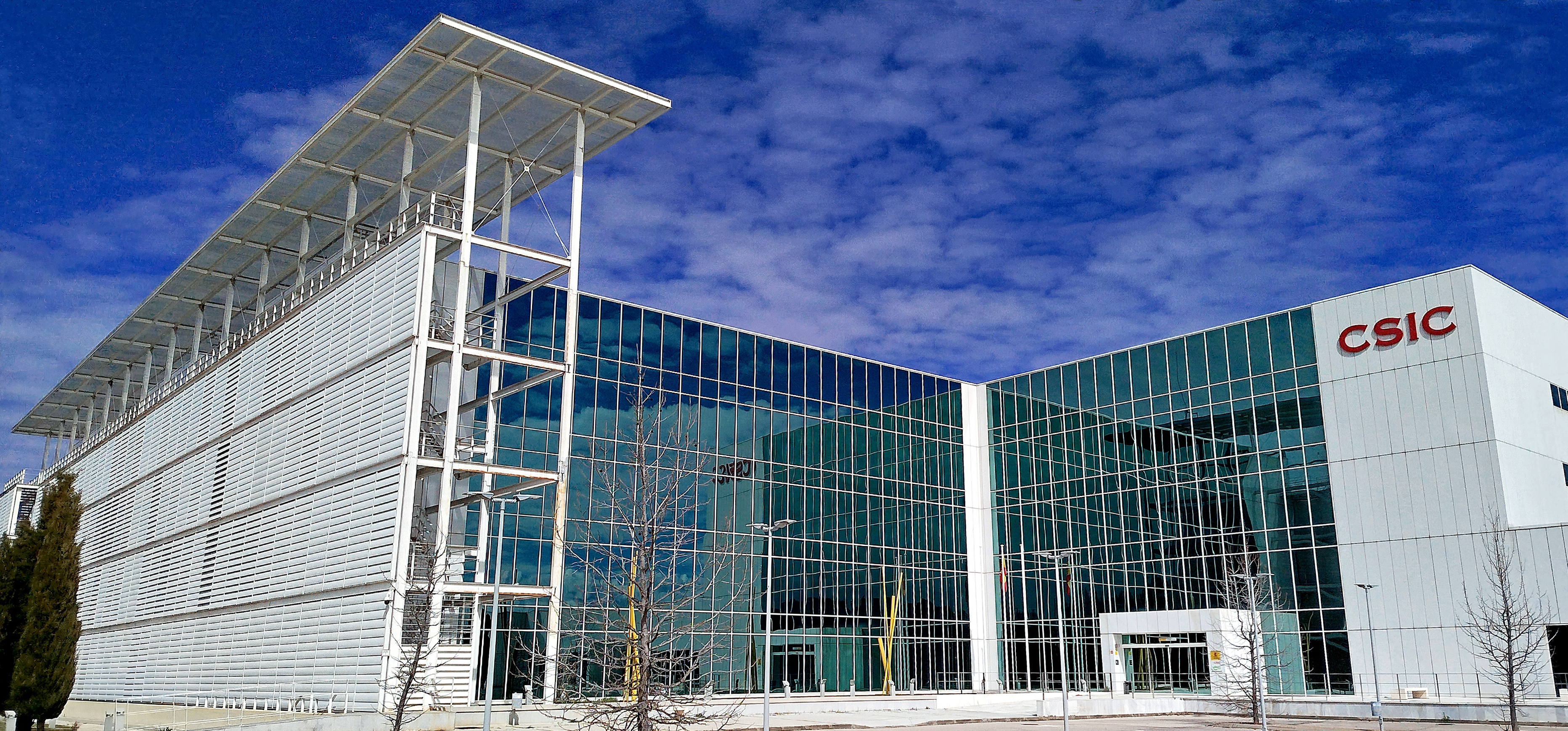
Fachada principal del Ci2A

El edificio está ubicado en el Campus Científico-Tecnológico de la Universidad de Alcalá, al noreste del municipio de Alcalá de Henares, junto a la Facultad de Medicina de la Universidad de Alcalá. Ocupa una parcela de 32.900 m² y dispone de 30.000 m² de instalaciones de última generación, con capacidad para albergar alrededor de 700 investigadores y aproximadamente 60 grupos de investigación. Además cuenta con 32 laboratorios modulares de hasta 150 m².
En su exterior, las paredes son blancas, salvo la fachada principal (orientada hacia el sur) que está completamente acristalada. Su interior es funcional, organizado en cinco plantas (incluyendo un sótano) con los diferentes laboratorios y talleres distribuidos por todo el complejo. La diversidad de funciones, disciplinas y campos de trabajo se reflejan en la naturaleza de sus áreas técnicas, salas especializadas e infraestructuras singulares.

## Actividades
El Ci2A centra sus actividades de plataforma de servicios de investigación en tres áreas principales:
- Neurociencias: estudian el sistema nervioso humano, con un enfoque en enfermedades neurodegenerativas como el Alzheimer y el Parkinson. También trabajan en el desarrollo y regeneración neuronal.
- Química avanzada: diseñan compuestos químicos para fines médicos, incluyendo la creación de nuevos fármacos y materiales innovadores con aplicaciones tecnológicas.
- Colaboración internacional: cooperan con redes científicas globales, fomentando la transferencia de tecnología y conocimiento hacia la industria, para aumentar el alcance y aplicación de sus hallazgos.

Además, su programa Ciencia y Sociedad promueve la divulgación científica a través de actividades que buscan:
- Difundir investigaciones punteras realizadas en el Ci2A.
- Promover vocaciones científicas entre jóvenes.
- Fomentar la cultura científica en el público general.

El Ci2A considera la alfabetización científica como un medio esencial para impulsar el cambio social y económico. Su objetivo es acercar la ciencia a la sociedad, promoviendo el pensamiento crítico y desarrollando recursos educativos útiles para estudiantes y docentes.